# Tension de circuit ouvert

Définition de la tension de circuit ouvert. La boîte représente un appareil quelconque à deux bornes. Celles-ci ne sont connectées à rien, de sorte qu'aucun courant ne circule entre elles. La tension voc de ce schéma indique la tension de circuit ouvert UCO.

La tension de circuit ouvert, également dite potentiel à l'abandon ou encore  OCV  (de l'anglais "Open Circuit Voltage"), est la tension électrique entre les bornes d'un appareil déconnecté de tout circuit. Elle est habituellement notée {\displaystyle U_{CO}} ou {\displaystyle U_{OCV}}. Elle correspond à la tension à vide lorsque le circuit n'est connecté à aucune charge et donc qu'aucun courant électrique ne circule entre les bornes. Elle est équivalente à la tension de Thévenin et à la force électromotrice. C'est une grandeur utilisée notamment pour caractériser les batteries et les cellules photovoltaïques ; elle est alors spécifiée dans des conditions données — état de charge, température, éclairage, etc.
Le contraire d'un circuit ouvert est un court-circuit.